# وزارة الإذاعة والاتصالات (باكستان)
وزارة الإعلام والإذاعة والتراث الوطني في باكستان (بالإنجليزية: MoIB)‏ هي وزارة على مستوى وزاري من حكومة باكستان، هي المسؤولة للإعلان عن المعلومات الحكومية، وصالات العرض ووسائل الإعلام، المجال العام، والبيانات غير العلمية وغير المصنفة في المجتمعات العامة والدولية للحكومة. وMoIB لها اختصاص لادارتها القواعد واللوائح والقوانين المتصلة بالإعلام والإذاعة ووسائل الإعلام الصحافة في باكستان.
وهي مسؤولة عن جميع أدوات الصحافة والبث في باكستان. وزير الاعلام والإذاعة هو مريم أورانغزب اعتبارا من عام 2022.